# Mosquiter d'ulleres de Sumatra
El mosquiter d'ulleres de Sumatra (Phylloscopus grammiceps sumatrensis; syn: Phylloscopus sumatrensis) és un tàxon d'ocell de la família dels fil·loscòpids (Phylloscopidae). Normalment se'l considera una subespècie del mosquiter d'ulleres de Java, però algunes autoritats el consideren com a espècie de ple dret.
És endèmic de l'illa de Sumatra, a Indonèsia. Els seus hàbitats principals són els boscos tropicals i subtropicals de frondoses humits de l'estatge montà. El seu estat de conservació es considera de risc mínim.